# Tour de Pologne 1983
40. edycja wyścigu kolarskiego Tour de Pologne odbyła się w dniach 1–10 lipca 1983. Rywalizację rozpoczęło 116 kolarzy, a ukończyło 79. Łączna długość wyścigu wyniosła 1147,3 km.
Pierwsze miejsce w klasyfikacji generalnej zajął Tadeusz Krawczyk (Polska I), drugie Andrzej Serediuk (Polska I), a trzecie Andrzej Mierzejewski (Polska I).
W wyścigu wystartowało osiem zagranicznych ekip (Francja, Austria, Czechosłowacja, Dania, NRD, ZSRR, Szwajcaria i Holandia), dwie narodowe reprezentacje Polski, dwie drużyny MON, dwie LZS, dwie międzyokręgowe oraz reprezentacje miast. Sędzią głównym wyścigu był Dariusz Godlewski.

## Etapy
| Etap      | Data     | Start – meta                            | Długość (km)                    | Typ         | Zwycięzca etapu      | Lider                |
| prolog    | 1 lipca  | Warszawa                                | 2,8                             | płaski      | Siergiej Kriwoszejew | Siergiej Kriwoszejew |
| I etap    | 2 lipca  | Warszawa – Piotrków Trybunalski         | 183                             | płaski      | Tadeusz Krawczyk     | Zdzisław Wrona       |
| II etap   | 3 lipca  | Piotrków Trybunalski – Kędzierzyn-Koźle | 179                             | płaski      | Tadeusz Krawczyk     | Tadeusz Krawczyk     |
| III etap  | 4 lipca  | Kędzierzyn-Koźle – Ustroń               | 154                             | pagórkowaty | Andrzej Serediuk     | Zdzisław Wrona       |
| IV etap   | 5 lipca  | Ustroń – Równica                        | 8 (jazda ind. na czas pod górę) | pagórkowaty | Zdzisław Krudysz     | Tadeusz Krawczyk     |
| V etap    | 6 lipca  | dookoła Wisły                           | 168                             | górski      | Andrzej Serediuk     | Tadeusz Krawczyk     |
| VI etap   | 7 lipca  | Wisła – Nowy Sącz                       | 175                             | górski      | Lech Piasecki        | Tadeusz Krawczyk     |
| VII etap  | 8 lipca  | Krynica                                 | 23,5 (jazda ind. na czas)       | górski      | Lech Piasecki        | Tadeusz Krawczyk     |
| VIII etap | 9 lipca  | Tarnobrzeg – Kielce                     | 150                             | pagórkowaty | Jurij Barinow        | Tadeusz Krawczyk     |
| IX etap   | 10 lipca | dookoła Miedzianej Góry                 | 150                             | pagórkowaty | Wiesław Stopa        | Tadeusz Krawczyk     |

## Końcowa klasyfikacja generalna

### Klasyfikacja indywidualna
| Poz. | Zawodnik             | Kraj   | Zespół   | Czas (średnia km/h)       |
| ---- | -------------------- | ------ | -------- | ------------------------- |
| 1.   | Tadeusz Krawczyk     | Polska | Polska I | 28h 13' 09" (40,678 km/h) |
| 2.   | Andrzej Serediuk     | Polska | Polska I | +01' 55"                  |
| 3.   | Andrzej Mierzejewski | Polska | Polska I | +02' 03"                  |
| 4.   | Mathias Vierke       | NRD    | NRD      | +02' 46"                  |
| 5.   | Witold Mokiejewski   | Polska | Wrocław  | +03' 26"                  |
| 6.   | Hans Matern          | NRD    | NRD      | +05 48"                   |
| 7.   | Lechosław Michalak   | Polska | MON I    | +05' 51"                  |
| 8.   | Zdzisław Krudysz     | Polska | Gwardia  | +06' 54"                  |
| 9.   | Wiesław Stopa        | Polska | LZS I    | +07' 53"                  |
| 10.  | Jurij Barinow        | ZSRR   | ZSRR     | +08' 11"                  |

### Klasyfikacja drużynowa
| 1. | Polska I           | 84h 46' 29" |
| 2. | Wrocław            | +16' 58"    |
| 3. | Polska II          | +24' 34"    |
| 4. | Zrzeszenie Gwardia | +24' 37"    |
| 5. | MON I              | +25' 24"    |

### Klasyfikacja najaktywniejszych
| 1. | Lechosław Michalak | Polska | 14 pkt |
| 2. | Tadeusz Krawczyk   | Polska | 9 pkt  |
| 3. | Dmitrij Vulfson    | ZSRR   | 8 pkt  |
| 4. | Marek Szerszyński  | Polska | 8 pkt  |
| 5. | Adam Zagajewski    | Polska | 7 pkt  |

### Klasyfikacja punktowa
(od 2005 roku koszulka granatowa)
| 1. | Witold Mokiejewski   | Polska | 107 pkt |
| 2. | Andrzej Mierzejewski | Polska | 135 pkt |
| 3. | Jurij Barinow        | ZSRR   | 146 pkt |
| 4. | Lechosław Michalak   | Polska | 169 pkt |
| 5. | Mathias Vierke       | NRD    | 170 pkt |

### Klasyfikacja górska
| 1. | Lechosław Michalak   | Polska  | 49 pkt |
| 2. | Mathias Vierke       | NRD     | 40 pkt |
| 3. | Andrzej Mierzejewski | Polska  | 33 pkt |
| 4. | Lech Piasecki        | Polska} | 20 pkt |
| 5. | Tadeusz Krawczyk     | Polska  | 18 pkt |

### Klasyfikacja na najlepszego kolarza w jeździe na czas
| 1. | Lech Piasecki        | Polska |
| 2. | Andrzej Mierzejewski | Polska |
| 3. | Witold Mokiejewski   | Polska |
| 4. | Zdzisław Krudysz     | Polska |
| 5. | Andrzej Serediuk     | Polska |

### Klasyfikacja na najwszechstronniejszego kolarza
| 1. | Lechosław Michalak   | Polska | 85 pkt |
| 2. | Mathias Vierke       | NRD    | 65 pkt |
| 3. | Andrzej Mierzejewski | Polska | 64 pkt |
| 4. | Tadeusz Krawczyk     | Polska | 60 pkt |
| 5. | Andrzej Serediuk     | Polska | 42 pkt |